# شیوون مک‌کنا
شیوون مک‌کنا (انگلیسی: Siobhán McKenna، تلفظ: /ʃᵻˈvɔ:n/; ۲۴ مهٔ ۱۹۲۳ – ۱۶ نوامبر ۱۹۸۶) هنرپیشه سینما و تئاتر اهل کشور ایرلند بود.
از فیلم‌هایی که وی در آن نقش داشته‌است، می‌توان دکتر ژیواگو و شاه شاهان را نام برد.